# جوني راسيل
جوني راسيل (بالإنجليزية: Johnny Russell)‏ (8 أبريل 1990 غلاسكو المملكة المتحدة - ) هو لاعب كرة قدم بريطاني يلعب كمهاجم.

## روابط خارجية
- جوني راسيل على موقع الاتحاد الأوربي (الإنجليزية)
- جوني راسيل على موقع الاتحاد الإسكتلندي (الإنجليزية)
- جوني راسيل على موقع الدوري الأمريكي (الإنجليزية)
- جوني راسيل على موقع قاعدة بيانات كرة القدم.إي يو (الإنجليزية)
- جوني راسيل على موقع ناشيونال فوتبول تيمز (الإنجليزية)
- جوني راسيل على موقع Soccerbase.com (لاعب) (الإنجليزية)
- جوني راسيل على موقع Soccerway.com (الإنجليزية)
- جوني راسيل على موقع عالم كرة القدم.نت (الإنجليزية)